# Upper Midwest
L'Upper Midwest è una sub-regione settentrionale degli Stati Uniti d'America medio-occidentali, definita dallo U.S. Census Bureau; nonostante i confini non siano universalmente condivisi, la regione è solitamente definita come costituita dagli stati dell'Iowa, Michigan, Minnesota e Wisconsin, e alcune definizioni includono anche Dakota del Nord, Dakota del Sud e parti del Nebraska e dell'Illinois.

## Definizioni
La National Centers for Environmental Information considera la regione climatica dell'Upper Midwest come costituita da Iowa, Michigan, Minnesota e Wisconsin.
Lo United States Geological Survey utilizza due diverse definizioni di Upper Midwest:
- Lo USGS Upper Midwest Environmental Sciences Center considera la regione come composta dai sei stati di Illinois, Indiana, Iowa, Michigan, Minnesota e Wisconsin, che comprendono i bacini del fiume Mississippi a monte di Saint Louis e quello dei Grandi Laghi;
- Lo USGS Mineral Resources Program considera la regione costituita da Illinois, Indiana, Michigan, Minnesota e Wisconsin.[2]

L'Association for Institutional Research in the Upper Midwest include nella regione gli stati di Iowa, Minnesota, Dakota del Nord, Dakota del Sud, Wisconsin e la penisola superiore del Michigan. Secondo la Biblioteca del Congresso l'Upper Midwest comprende gli stati del Minnesota, Wisconsin e Michigan.

## Clima
La regione presenta forti variazioni tra le temperature di estate e inverno: le estati sono calde, e gli inverni molto freddi. Ad esempio, a Sioux Falls vi sono 25 giorni all'anno con temperature sopra i 32 °C, e 45 giorni l'anno con temperature sotto -15 °C. Mitchell ha il record di temperatura massima a 47 °C, e anche di minima a -39 °C.
La primavera è più breve, più fresca e più secca nelle aree più a nord e ovest; il confine occidentale della regione viene solitamente fissato dove il clima diviene troppo secco per sostenere le colture non soggette ad irrigazione, diverse da graminacee o erba da fieno.